# منطقه حفاظت‌شده هنگام
منطقهٔ حفاظت‌شدهٔ هنگام یک منطقهٔ حفاظت‌شده با مساحت ۳۱۶۲۴ هکتار است که در استان خراسان رضوی در ایران قرار دارد. این منطقهٔ حفاظت‌شده طبق مصوبهٔ شمارهٔ ۷۰۳ در تاریخ ۱۳۸۶/۱۱/۱۲ در فهرست مناطق تحت حفاظت سازمان محیط زیست ایران قرار گرفت.